# Phalaris maderensis
Phalaris maderensis là một loài thực vật có hoa trong họ Hòa thảo. Loài này được (Menezes) Menezes miêu tả khoa học đầu tiên năm 1906.